# Calcio ai II Giochi panamericani

La seconda edizione del torneo di calcio ai Giochi panamericani si è svolta a Città del Messico, in Messico, dal 13 marzo al 22 marzo 1955. Il girone è composto da quattro formazioni, due affiliate alla CONMEBOL e due alla CONCACAF. L'Argentina, campione in carica, vince di nuovo la manifestazione, chiudendo imbattuta.

## Incontri e classifica
| Squadra          | P  | G | V | N | S | GF | GS | DR  |
| ---------------- | -- | - | - | - | - | -- | -- | --- |
| Argentina        | 11 | 6 | 5 | 1 | 0 | 23 | 7  | +16 |
| Messico          | 5  | 6 | 1 | 3 | 2 | 10 | 13 | −3  |
| Antille Olandesi | 4  | 6 | 2 | 0 | 4 | 11 | 13 | −2  |
| Venezuela        | 4  | 6 | 1 | 2 | 3 | 9  | 20 | −11 |

| Messico   | 1–1 | Venezuela        |
| Argentina | 4–2 | Antille Olandesi |
| Messico   | 2–3 | Antille Olandesi |
| Argentina | 5–0 | Venezuela        |
| Venezuela | 3–2 | Antille Olandesi |
| Messico   | 0–3 | Argentina        |
| Messico   | 3–3 | Venezuela        |
| Argentina | 2–1 | Antille Olandesi |
| Argentina | 6–1 | Venezuela        |
| Messico   | 1–0 | Antille Olandesi |
| Venezuela | 1–3 | Antille Olandesi |
| Messico   | 3–3 | Argentina        |

## Classifica marcatori
| Gol |  |  | Giocatore       | Squadra |
| --- |  |  | --------------- | ------- |
| 8   |  |  | José Sanfilippo |         |